# Святополк (князь бодричей)
Святополк, сын Генриха. Князь бодричей в 1127 — 1129 годы

## Правление
Сыновья Генриха Святополк и Кнуд первоначально имели каждый своё владение.
Но, по словам Гельмонда, Святополк 

желая властвовать один, причинил Кнуту, своему брату, много обид и, наконец, с помощью гользатов осадил его в крепости Плуне.— 48. О СВЯТОПОЛКЕ
 В этот раз братьев удалось примирить. Но ок. 1127 года Кнут был убит в Лютенбурге.
Святополк стал править единолично. Призвав на помощь графа Адольфа с гользатами и штурмарами, он предпринял поход в землю бодричей и осадил город Вурле. Подчинив этот город, он пошел на город хижан, который взял через 5 дней. После этого вернулся в свою столицу Любек.
В правление Святополка на Любек напали ране, разрушившие город.

## Смерть и её последствия
В 1129 году голштинцем Дазо был убит Святополк. Его сын Звинике около 1129 года был убит графом Зигфридом Эртенебургским. После этих убийств по словам Гельмонда «пресекся род Генриха».
А права на славянское княжество купил у императора Лотаря Кнуд Лавард. Кнуд Лавард, пленив другого претендента Прибыслава и Никлота («старшего в бодрицкой земле»), стал править над бодричами. В 1131 году погиб Кнуд Лавард и державу разделили Прибыслав и Никлот.